# Lettere dei Mahatma
Le Lettere dei Mahatma ad A.P. Sinnett sono una raccolta di lettere che sarebbero state inviate tra il 1880 e il 1884 dai Mahatma Morya e Koot Hoomi ad Alfred Percy Sinnett, uno dei membri della Società Teosofica sorta nel 1875.
Pubblicate per la prima volta nel 1923 da Alfred Trevor Barker, si tratta di un testo fondamentale per il movimento teosofico, perché contiene argomenti riguardanti la gerarchia spirituale dei Maestri del movimento stesso, oltre che la natura del cosmo in generale.
Alcuni estratti delle lettere erano stati precedentemente citati in diversi libri teosofici, come ad esempio Il mondo occulto di Sinnett del 1884, ma mai pubblicate per intero.
Oggi le lettere originali sono conservate alla British Library. 

## Natura delle lettere
Le lettere sono state suddivise in sette parti. Dalla loro lettura emerge come gli autori, riconosciuti come Maestri della Società teosofica, ma operanti in segreto perché appartenenti a una fratellanza occulta vivente nei pressi dell'Himalaya, avrebbero preferito che non venissero pubblicate, perlomeno non nella loro interezza:
In breve, le lettere non furono scritte per essere pubblicate o commentate pubblicamente, ma per uso privato, e né M. né io acconsentiremo mai a lasciarle usare in questo modo.»
(Maestro K.H., n. 63)
Già nell'estate del 1884 Sinnett aveva voluto comunque darne alle stampe alcuni estratti, per dimostrare agli scettici al riguardo come la fonte dei suoi libri fosse reale.

### Il fenomeno della precipitazione

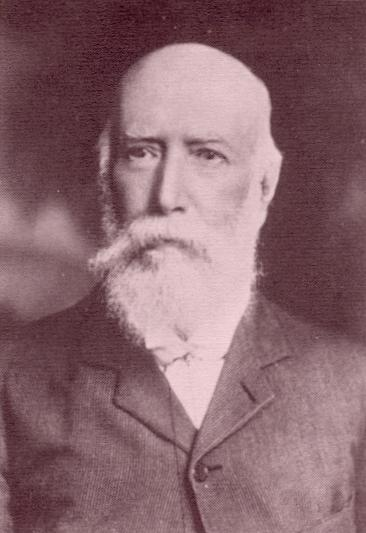
Alfred Percy Sinnett (1840–1921)

Il metodo di comunicazione con cui tali Maestri, dalle particolari doti spirituali, recapitavano le lettere sarebbe avvenuto per una sorta di canalizzazione, oppure per un fenomeno denominato «precipitazione»: i loro scritti, in risposta a una domanda su un foglio situato in una busta sigillata, giungevano dopo un certo tempo nella stessa busta ancora chiusa.
Per il resto, costoro si sarebbero rivelati direttamente solo ai fondatori del movimento teosofico, il colonnello Olcott ed Helena Blavatsky, la quale fungeva in un certo senso da intermediaria. Anche Sinnett poté in seguito essere messo nelle condizioni di attestare la loro esistenza grazie alle lettere che riceveva per precipitazione.
Nella prima di queste lettere, Koot Humi risponde negativamente alla richiesta di Sinnett di materializzare in India una copia del Times dello stesso giorno, affinché potesse convincere gli scettici della loro esistenza:
è possibile. Sotto qualunque aspetto lo vediate, il mondo è ancora al suo primo stadio di affrancamento, anzi di sviluppo, e perciò, impreparato. È pur vero che noi operiamo con mezzi e leggi naturali, non soprannaturali.
 Ma poiché da un lato la scienza (al suo stato attuale) non sarebbe in grado di spiegare le meraviglie operate in suo nome e, dall'altro, le masse ignoranti continuerebbero a vedere il fenomeno sotto l’aspetto di un miracolo, chiunque si trovasse a testimoniare l'avvenimento perderebbe il proprio equilibrio con risultati deplorevoli. Credetemi, sarebbe veramente così.»
(Maestro K.H., n. 1)
Allo stesso modo, i Maestri avrebbero desiderato che le informazioni contenute nelle lettere fossero pubblicate nei modi più adatti, e d'altronde alcune di esse furono effettivamente copiate e diffuse tra i teosofi con il loro permesso:
Ecco una delle ragioni per cui avevo esitato ad acconsentire a pubblicare le mie lettere private, fatta eccezione per alcune della serie.»
(Maestro K.H., n. 55)

## Vicenda editoriale
Sin dalla prima edizione del 1923, furono anche pubblicate delle appendici contenenti alcune lettere scritte a Sinnett da tre discepoli dei due Maestri: la stessa H.P. Blavatsky, Tallapragada Subba Row, e Damodar K. Mavalankar. 
Dopo che Sinnett morì nel 1921, tutta la sua proprietà passò alla sua erede, Maud Hoffman, la quale affidò a A. Trevor Barker il compito di pubblicare The Mahatma Letters to AP Sinnett e The Letters of H.P. Blavatsky to A.P. Sinnett, entrambi basati sulla corrispondenza conservata dallo stesso Sinnett.
Nel 1939 le lettere originali passarono al British Museum (oggi  British Library), sotto la tutela del Mahatma Letters Trust, una società fondata per interessamento di A.T. Barker, che ha curato i Collected Writings, ovvero la raccolta completa, comprensiva delle opere minori, di Helena Petrovna Blavatsky.

## Edizioni
- Le lettere dei Mahatma, vol. I, trascritte e compilate da A.T. Barker, trad. it. a cura di Bianca Vallone, Trieste, Editrice Libraria Sirio, 1968.
- Le lettere dei Mahatma, vol. II, trascritte e compilate da A.T. Barker, trad. it. a cura di Bianca Vallone, Trieste, Editrice Libraria Sirio, 1968.